# Чан, Тед
Тед Чан, Тед Цзян (англ. Ted Chiang, кит. трад. 姜峯楠, пиньинь Jiāng Fēngnán, палл. Цзян Фэннань) — американский писатель-фантаст китайского происхождения, четырежды лауреат премий «Небьюла», «Хьюго» и «Локус», а также лауреат премии Джона В. Кэмпбелла лучшему новому писателю-фантасту. Его повесть «История твоей жизни» (1998) была экранизирована в виде фильма «Прибытие» режиссёра Дени Вильнёва.

## Биография
Тед Чан родился в городе Порт-Джефферсон (Port Jefferson), недалеко от Нью-Йорка. Окончил Университет Брауна в Провиденсе (штат Род-Айленд), где получил диплом по информатике. После этого некоторое время Чан писал статьи для компьютерного издания в Белвью, что около Сиэтла (штат Вашингтон), потом работал в различных компьютерных фирмах и правительственных учреждениях.
В настоящее время живёт в Белвью (штат Вашингтон) со своей подругой, зарабатывая на жизнь компьютерными программами и изредка научно-фантастическими произведениями.

## Творчество
Дебютировал Тед Чан короткой повестью «Вавилонская башня», опубликованной в 1990 году на страницах журнала «Omni». Эта повесть принесла Чану премию «Небьюла» и две номинации на «Хьюго» и «Локус». После столь изысканного дебюта Чан участвовал в знаменитом Кларионском семинаре молодых авторов.
В некоторых произведениях Чана присутствует тема или посыл к религии. В его дебютном произведении «Вавилонская башня» отмечается радикальное переосмысление библейского сюжета: у Чана люди строят башню не из-за гордыни, а исключительно из-за любви к Богу, но, добравшись до самого неба, обнаруживают, что их Вселенная подобна цилиндру-клише для копирования глиняных клинописных табличек…
В повести «Ад — это отсутствие Бога» Бог и ангелы представлены безразличными силами природы, и от этого любовь к ним и вера в них должны быть иррациональными, безусловными. В повести «72 буквы» Чан вообще рассматривает факт рождения и воспроизводства человека как постоянную конечную величину. И герой произведения, с целью спасения человечества от вымирания, подобно творцу, находит неожиданное генетическое решение, проецируя некоторые свойства оживших големов на человека.
Одним из самых нестандартных и любопытных фантастов США называл его российский критик Владимир Ларионов.

### Экранизация
- В 2016 году вышла экранизация рассказа «История твоей жизни» под названием «Прибытие». Режиссёр Дени Вильнёв, автор сценария Эрик Хайссерер, в ролях Эми Адамс и Джереми Реннер. Фильм получил положительные отзывы критиков.

## Награды
- 1990 год — Премия «Небьюла», в номинации Короткая повесть (Novellette) за «Вавилонская башня» (1990 год)
- 1992 год — Премия Джона В. Кэмпбелла лучшему новому писателю-фантасту (John W. Campbell Award)
- 1992 год — Премия «Asimov’s Readers' Awards», в номинации Короткая повесть за «Понимай» (1991 год)
- 1999 год — Премия «Небьюла», в номинации Повесть (Novella) за «История твоей жизни» (1998 год)
- 1999 год — Премия «Theodore Sturgeon Award», в номинации Лучший НФ-рассказ за «История твоей жизни» (1998 год)
- 2000 год — Премия «Sidewise Awards», в номинации Лучшее произведение малой формы за «72 буквы» (2000 год)
- 2002 год — Премия «Небьюла», в номинации Короткая повесть за «Ад — это отсутствие Бога» (2001 год)
- 2002 год — Премия «Локус», в номинации Короткая повесть за «Ад — это отсутствие Бога» (2001 год)
- 2002 год — Премия «Хьюго», в номинации Короткая повесть за «Ад — это отсутствие Бога» (2001 год)
- 2003 год — Премия «Локус», в номинации Авторский сборник (Collection) за «История твоей жизни» (2002 год)
- 2004 год — Премия «Сигма-Ф», в номинации Перевод (Лучшее зарубежное произведение) за «Вавилонская башня» (1990 год)
- 2007 год — Премия «Небьюла», в номинации Короткая повесть за «Купец и волшебные врата» (2007 год)
- 2008 год — Премия «Хьюго», в номинации Короткая повесть за «Купец и волшебные врата» (2007 год)
- 2009 год — Премия «Хьюго», в номинации Рассказ за «Exhalation»
- 2009 год — Премия «Локус», в номинации Рассказ за «Exhalation»
- 2009 год — Премия «British Science Fiction Award», в номинации Малая форма (Short Fiction) за «Exhalation» (2008 год)